# Strand van Nova Icària
Het strand van Nova Icària (Catalaans: Platja de la Nova Icària) is een strand aan de Middellandse Zee in de Catalaanse hoofdstad Barcelona. Het bevindt zich ten oosten van de plezierhaven Port Olìmpic in de wijk Vila Olímpica, is 415 meter lang en gemiddeld 81 meter breed. Het is een van de twee stranden waar de strandganger gemiddeld het langste verblijven, waarschijnlijk omdat het bekend staat als een rustiger strand. Ook heeft het een groter aanbod aan voorzieningen voor activiteiten, zoals beachvolleybalnetten en tafeltennistafels. Er zijn speciale voorzieningen getroffen voor mensen met een verminderde mobiliteit, zoals aangepaste kleedruimtes, strandopgang, douches en amfibische vaartuigen.
Sant Sebastià · La Barceloneta · Somorrostro · Nova Icària · Bogatell · Mar Bella · Nova Mar Bella · Llevant